# 세자리병
세자리병(Sézary disease) 또는 세자리증후군(Sézary syndrome)은 피부 T세포 림프종의 일종으로, 프랑스의 피부과 의사였던 알베르 세자리(Albert Sézary)가 처음으로 기술하였다. 세자리병에 걸린 T세포는 세자리세포(Sézary's cells) 또는 루츠너세포(Lutzner cells)라고 하며 병적일 정도로 많은 양의 점액다당류를 포함하고 있다. 세자리병은 림프절병증이 동반된 후기 균상식육종으로 간주되기도 한다.

## 증상 및 징후

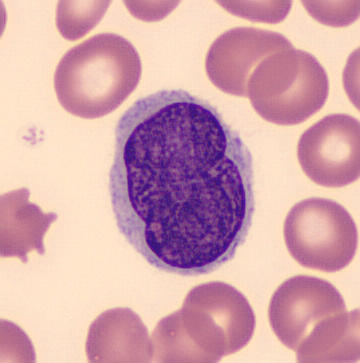
말초 혈액의 MGG 염색을 통해 발견된 세자리세포. 특징적인 대뇌모양(cerebriform)의 세포핵을 가진 다형성의 비정상적인 T세포이다.

세자리병과 균상식육종은 피부에 주된 임상적 소견이 발생하는 피부 T세포 림프종이다. 병의 기원은 대개 말초 CD4+ T세포로, 드물게는 CD8+/CD4- T세포에서 기원하는 사례도 관찰된다. 표피로 림프구가 이동하는 표피지향성(epidermotropism)이 악성 CD4+ 림프구에 의해 나타나며, 포트리에 미세농양(Pautrier's microabscesses)이 형성되는 것이 특이한 소견이다. 모든 연령대의 사람들이 세자리병에 걸릴 수 있으나, 60세 이상의 성인에서 흔히 진단된다.
세자리병의 주된 증상 및 징후는 다음과 같다. 1. 전신의 홍피증 (피부의 홍반). 2. 림프절이 부어오르고 커지는 림프절병증. 3. 비정상적인 T세포 - 말초 혈액에서 전형적인 대뇌모양의 세포핵을 보이는 악성 림프구인 세자리세포가 발견된다. 4. 간과 비장이 커지는 간비종대. 5. 손바닥과 발바닥이 두꺼워지는 손발바닥각질피부증.

## 진단

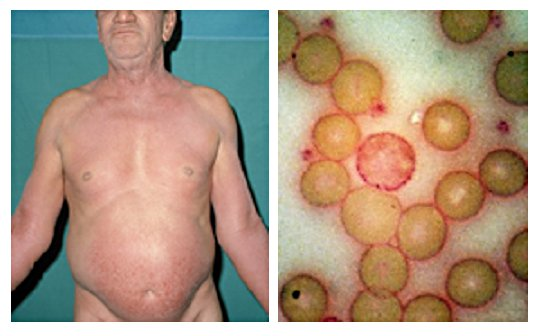
1972년 세자리병에 걸렸던 61세 남성 환자. 6개월 동안 끊임없는 가려움 증상을 호소하였다. 오른쪽 사진은 PAS 염색한 말초 혈액 도말 표본으로 악성 T세포인 세자리세포가 관찰된다.

세자리병 환자에서는 종종 피부 병변을 볼 수 있는데, 이 피부 병변은 일반적인 약물 치료로는 잘 낫지 않는다. 혈액 검사에서는 일반적으로 혈액 내 림프구 농도가 변하는데, 이는 피부 T세포 림프종의 소견으로 볼 수 있다. 또한 다른 원인을 배제하기 위해서 피부 병변에서 생검을 시행할 수 있다.
균상식육종과 면역조직화학적 특징은 아주 유사한데, 다음과 같은 차이점들을 보인다.
1. 세자리병에서는 침윤된 세포가 보다 모습이 일정한데, 크고 군집을 이루는 비정형의 파제트병모양 세포가 관찰된다.
2. 표피지항성이 간혹 관찰되지 않기도 한다.
3. 세자리병에서의 침윤이 림프절을 침범하는 경우가 보다 많다.

## 치료
치료에는 광역학치료, 방사선치료, 화학요법, 생체의약품 등을 조합하는 것이 일반적이다.
광치료와 화학요법을 조합하는 치료가 종종 쓰이며, 화학요법을 단독으로 시행하는 것은 오늘날에는 드물다. 어떠한 단일 치료법도 다른 치료법과 비교했을 때 명백한 이득을 보이지는 않았으며, 모든 치료 사례에서 단일 치료만 실시한 경우 어떠한 종류로든 문제점이 발견되었다.

### 방사선치료
전신 피부 전자선치료(total skin electron therapy)와 같은 여러 종류의 방사선치료가 쓰일 수 있다. 일반적으로 이로 인해 전신 독성 효과가 일어나지는 않지만 피부 관련 부작용은 나타날 수 있다. 몇몇 기관에서만 사용 가능하다.

### 화학요법
로미뎁신, 보리노스타트, 그 외 일부 약물이 피부 T세포 림프종의 이차 치료제로 쓰인다. CCR4에 대한 단클론 항체인 모가물리주맙은 일본과 미국에서 사용이 승인되었다.

## 역학
서구권 인구를 기준으로 100만 명당 3명 꼴로 세자리병이 발생한다. 여성보다 남성에서 더 흔하게 발생하여 성비는 대략 2:1이다. 발생 연령의 중앙값은 55세에서 60세 사이이다.